# Mark Andrew Green
Mark Andrew Green, född 1 juni 1960 i Boston, Massachusetts, är en amerikansk republikansk politiker och diplomat. Han representerade delstaten Wisconsins åttonde distrikt i USA:s representanthus 1999-2007. Han var USA:s ambassadör i Tanzania 2007-2009.
Green gick i high school i De Pere, Wisconsin. Han avlade 1983 sin kandidatexamen vid University of Wisconsin–Eau Claire och 1987 juristexamen vid University of Wisconsin–Madison. Han arbetade därefter som advokat.
Green var ledamot av Wisconsin State Assembly, underhuset i delstatens lagstiftande församling, 1992-1998. Han besegrade kongressledamoten Jay W. Johnson i kongressvalet 1998. Green omvaldes 2000, 2002 och 2004.
Green bestämde sig för att inte kandidera till omval i kongressvalet i USA 2006. Han kandiderade i stället i guvernörsvalet i Wisconsin 2006. Green fick 45,3% av rösterna och förlorade valet mot ämbetsinnehavaren Jim Doyle.
USA:s president George W. Bush meddelade 8 juni 2007 utnämningen av Green till ambassadör i Tanzania. Senator John Kerry var först emot utnämningen med motiveringen att Green inte var karriärdiplomat. Kerry ändrade sedan sin åsikt i frågan och senaten godkände utnämningen enhälligt 3 augusti 2007.